# Фукусима (посёлок)
Фукусима (яп. 福島町 Фукусима-тё:) — посёлок в Японии, находящийся в уезде Мацумаэ округа Осима губернаторства Хоккайдо. Площадь посёлка составляет 187,25 км², население — 4729 человек (30 июня 2014), плотность населения — 25,26 чел./км².

## Географическое положение
Посёлок расположен на острове Хоккайдо в губернаторстве Хоккайдо. С ним граничат посёлки Сириути, Мацумаэ, Каминокуни, Сотогахама.

## Население
Население посёлка составляет 4729 человек (30 июня 2014), а плотность — 25,26 чел./км². Изменение численности населения с 1980 по 2005 годы:
| 1980 | 11 613 чел. |  |
| 1985 | 10 159 чел. |  |
| 1990 | 8111 чел.   |  |
| 1995 | 7430 чел.   |  |
| 2000 | 6795 чел.   |  |
| 2005 | 5897 чел.   |  |

## Символика
Деревом посёлка считается криптомерия, цветком — Lilium auratum.

## Известные уроженцы
- Тиёнофудзи Мицугу, один из самых успешных борцов сумо, 58-й ёкодзуна.